# Carena del Marcet

La Carena del Marcet, respecte del terme de Granera

La Carena del Marcet és una formació muntanyosa del terme municipal de Granera, al Moianès.
Està situat a l'extrem nord-oriental del terme, on forma un contrafort nord-occidental del Serrat del Calbó. És a la dreta del torrent del Carner i a l'esquerra del torrent de les Tutes; comença a pujar al sud-est del Marcet, on hi ha la Fàbrica del Marcet, i s'adreça cap al sud-est, fins a arribar a la masia del Carner, on enllaça amb el Serrat del Calbó. En el seu vessant septentrional s'estén la Baga del Marcet.